# تشو جينغ
تشو جينغ (بالصينية: 朱婧汐) هي مغنية صينية، ولدت في 18 أبريل 1988 في يونان في الصين.